# Dorfkirche Poppentin

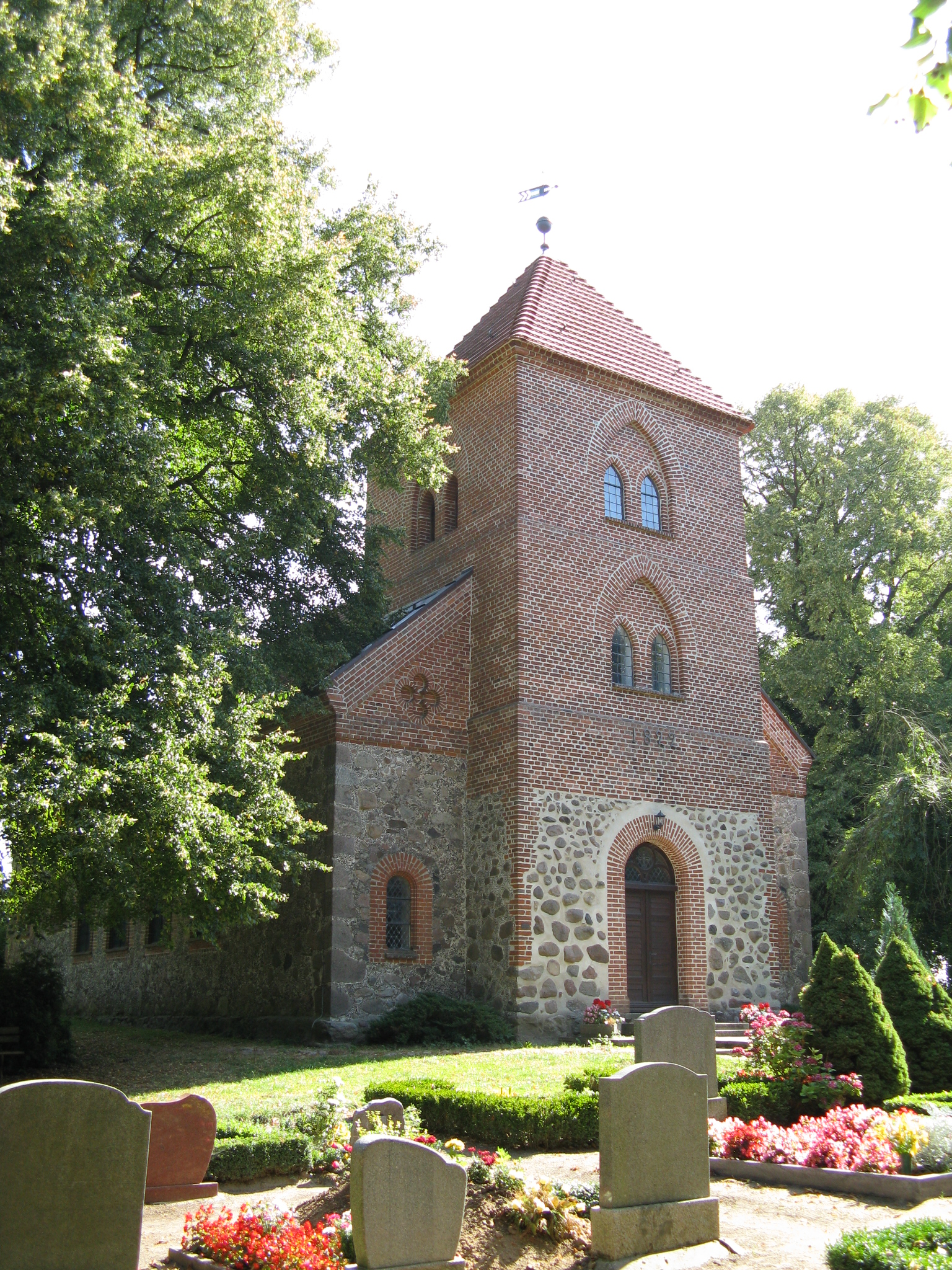
Evangelische Kirche

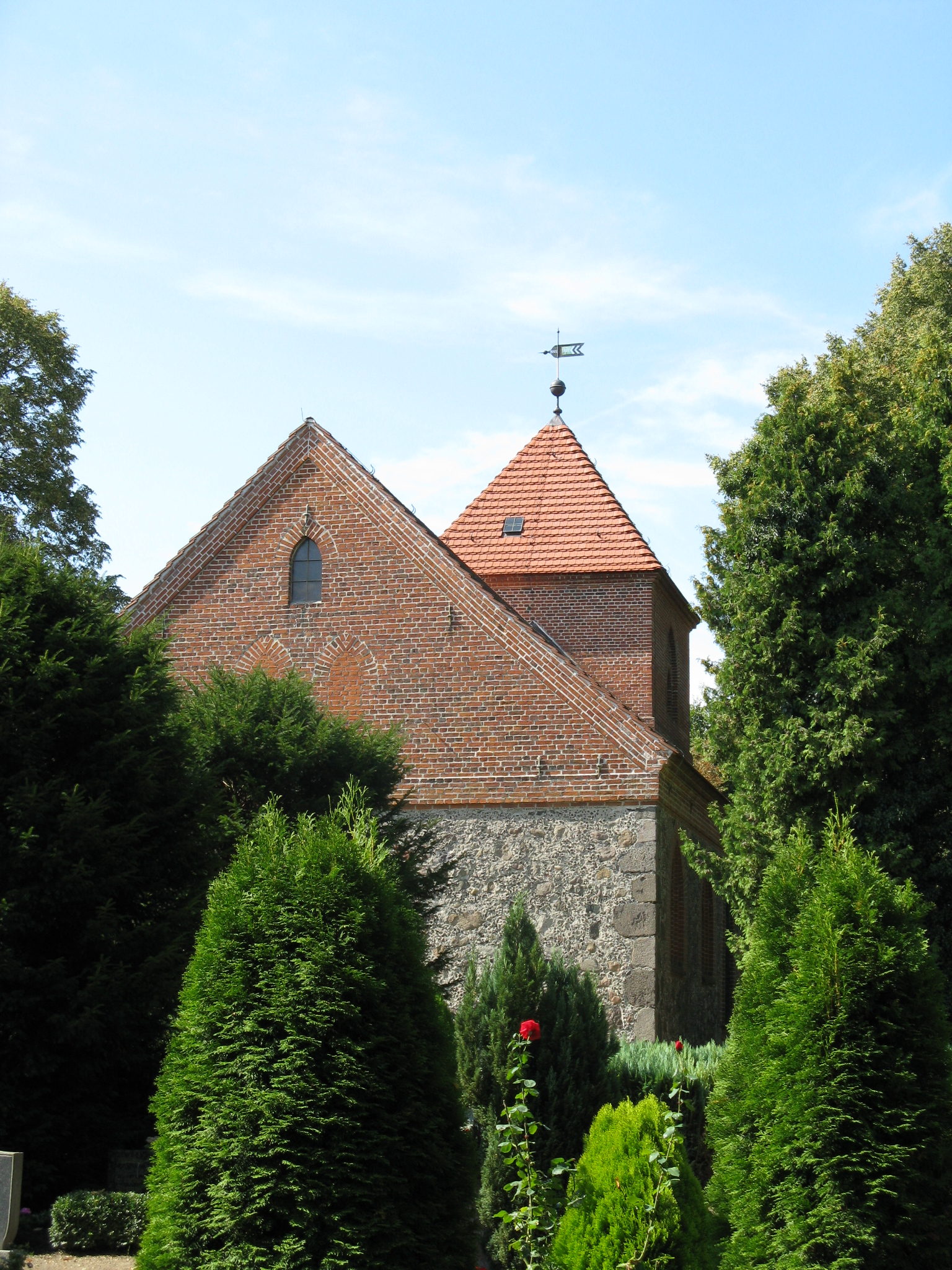
Rückansicht

Die evangelische Kirche ist ein denkmalgeschütztes Kirchengebäude in Poppentin, einem Ortsteil der Gemeinde Göhren-Lebbin im Landkreis Mecklenburgische Seenplatte (Mecklenburg-Vorpommern).

## Geschichte und Architektur
Das rechteckige Gebäude wurde im 13. Jahrhundert in Feldstein errichtet. Von dieser Kirche sind noch die Ecksteine aus behauenem Granit erhalten. Die Wände sind durch spitzbogige Fenster, die im Chorbereich durch kleinere, fünfgeteilte Fenster mit Zwischenstegen gegliedert sind; die blumigen Glasmalereien sind bemerkenswert. Die Wände wurden 1822 teilweise erneuert. Bei den umfangreichen Renovierungsarbeiten von 2000 bis 2002 wurde das Dach neu eingedeckt. In den Innenraum wurde zum Ende des 19. Jahrhunderts ein Tonnengewölbe eingezogen.

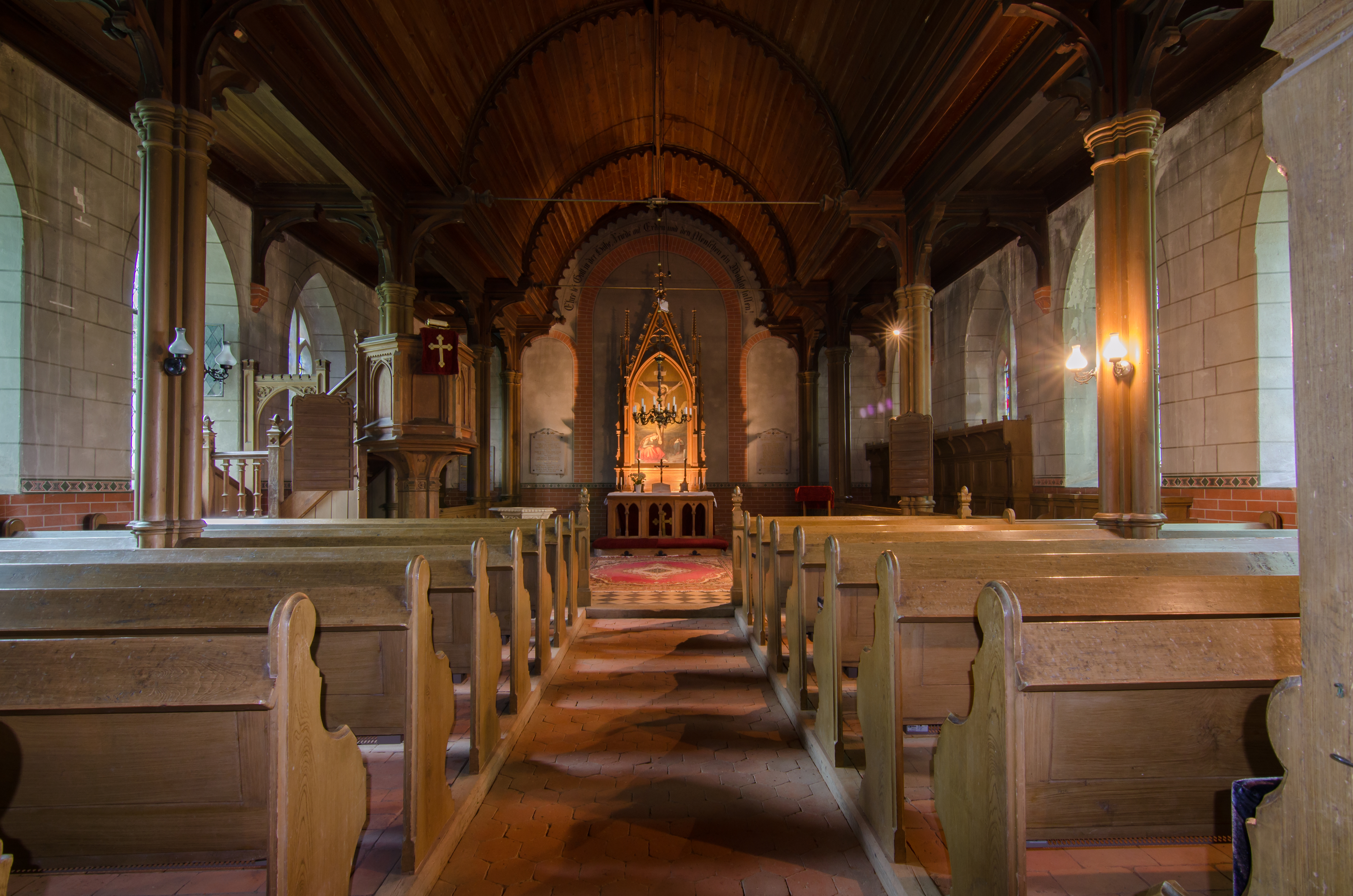
Blick Richtung Altar
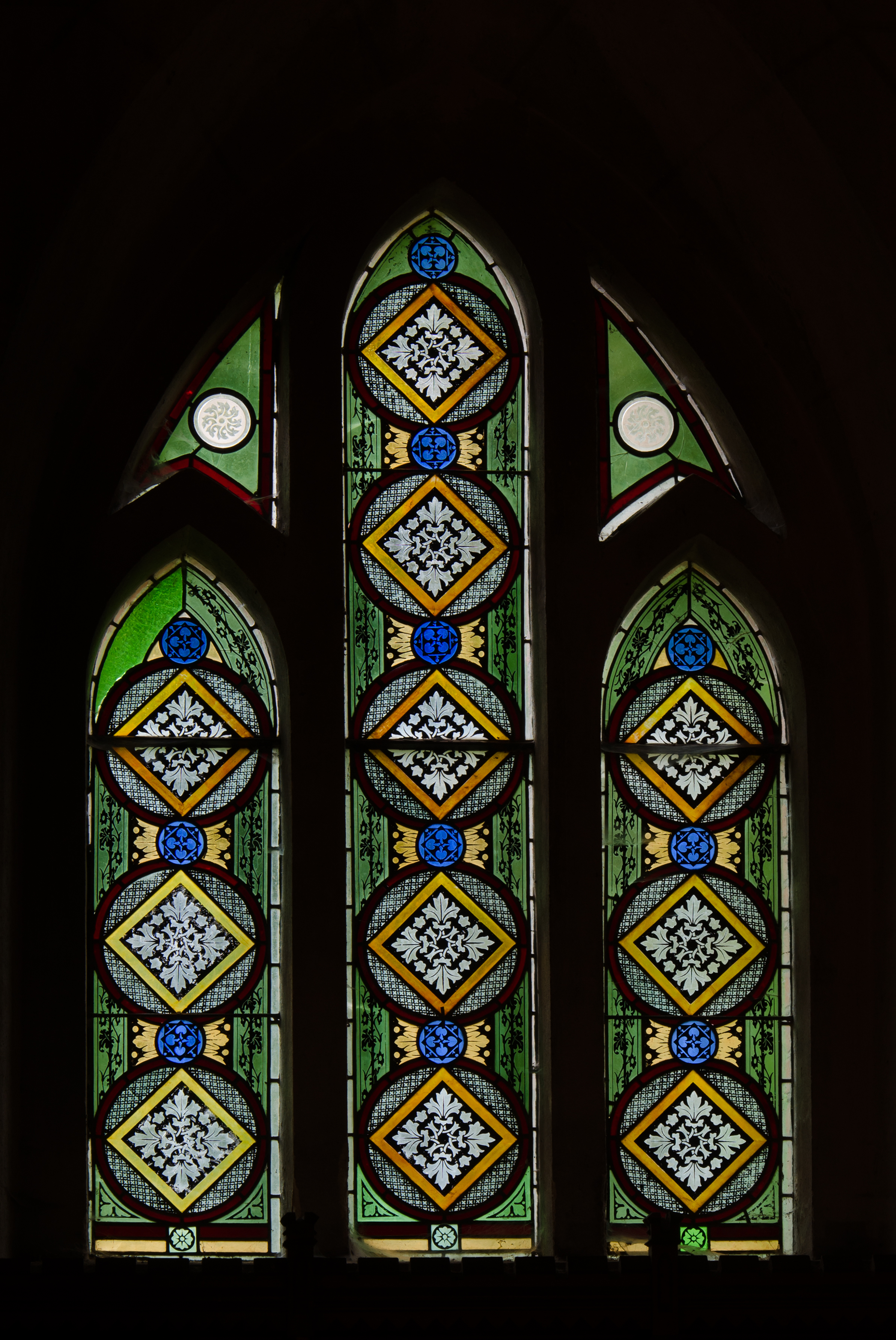
Farbiges Fenster
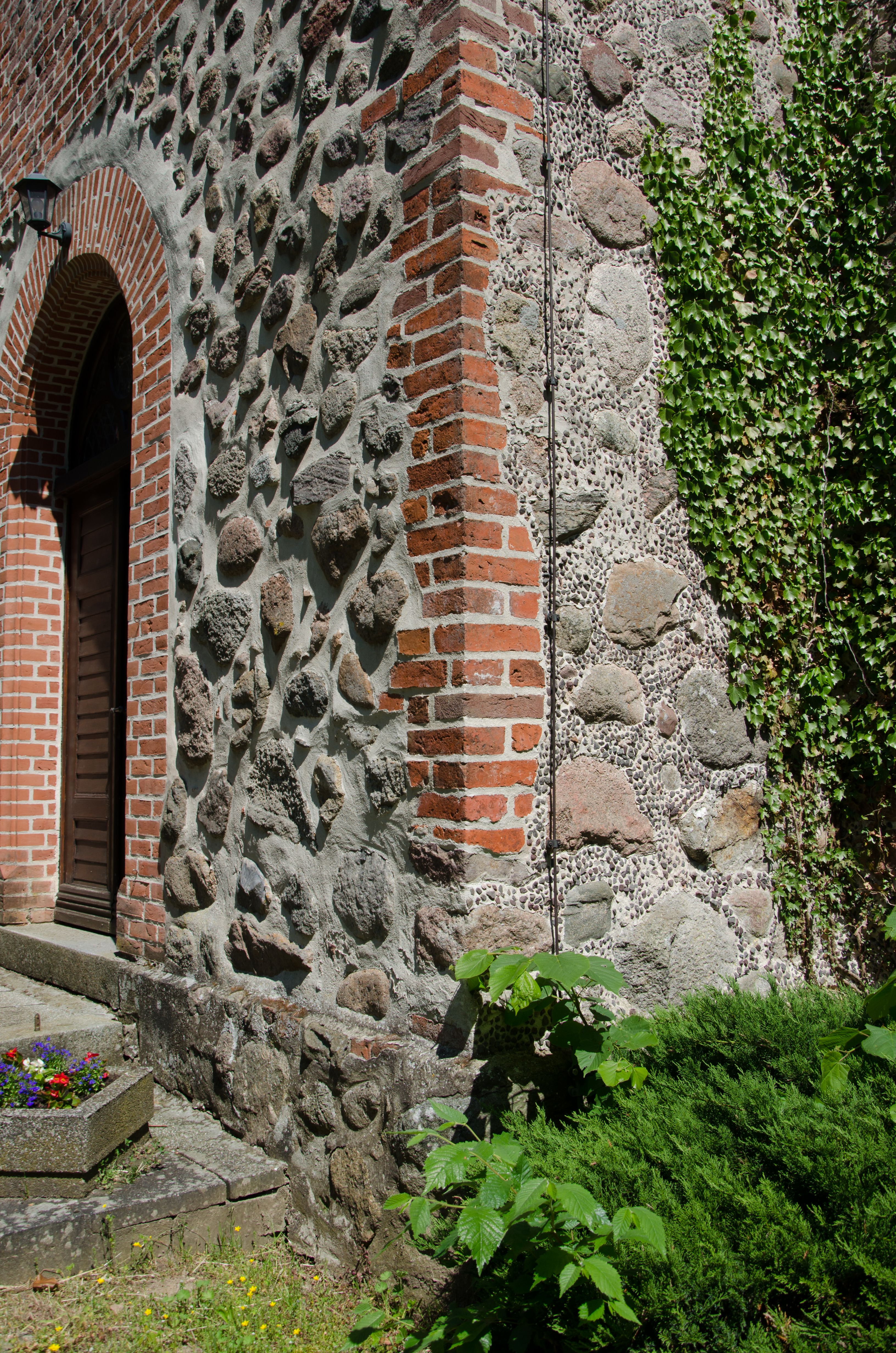
Kombination von Feldstein und Backstein

## Turm
Der eingezogene, fast quadratische Turm wurde in Backstein gemauert. Er wurde 1822 zum großen Teil erneuert. Die Wände sind durch Schallöffnungen, die in Spitzbogenblenden eingelassen wurden, gegliedert. Er ist mit einem flachen Pyramidendach mit Dachziegeln gedeckt. Das Portal im Untergeschoss ist in Feldstein gemauert.

## Ausstattung

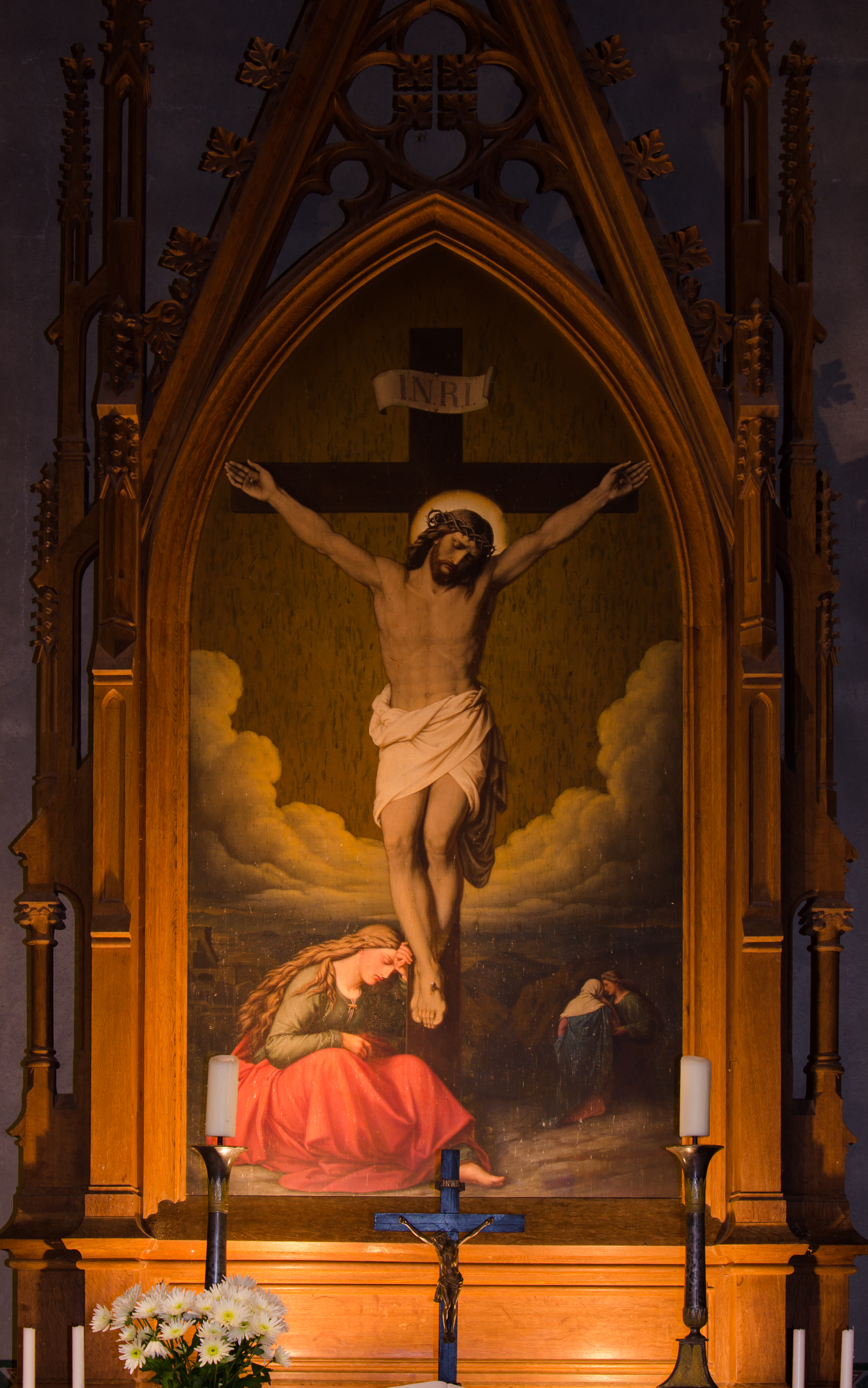
Altarbild

- Die Orgel wurde 1870 von Lütkemüller gebaut, sie ist bespielbar.
- Das Altarbild ist eine Kopie der Kreuzigungsdarstellung von Carl Gottfried Pfannschmidt.
- Die Marmortafel an der Nordwand ist mit drei Namen derer von Lücken, ehemals Gutsherren auf Grabenitz, beschriftet.
- Gestühl, Kanzel und Altar sind neugotisch und stammen aus dem Jahr 1883.
- Die Zinnleuchter von Johann Carl Ludwig Illies aus Waren sind Nachbildungen der Leuchter aus der Kirche in Sierow.

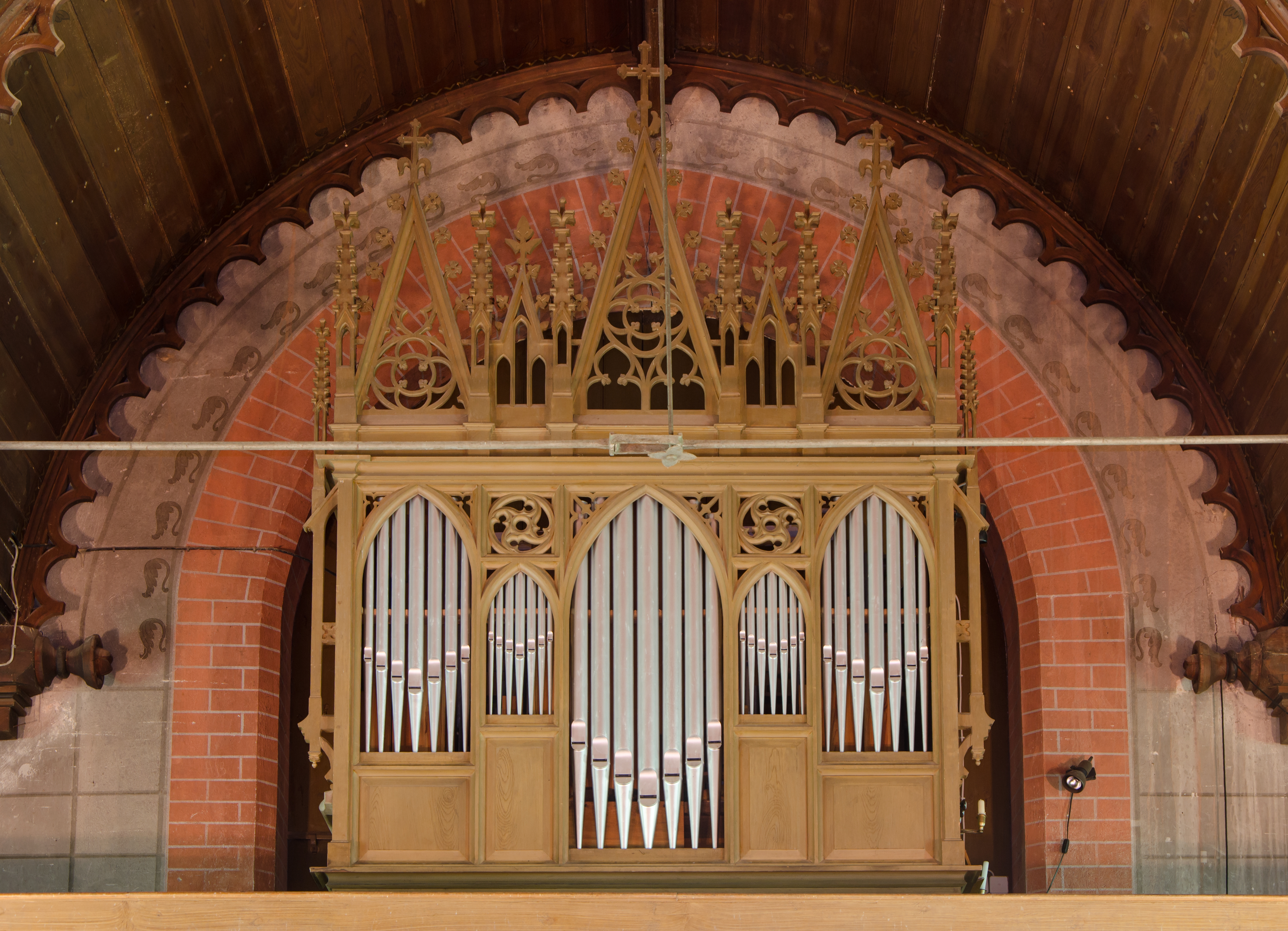
Orgel
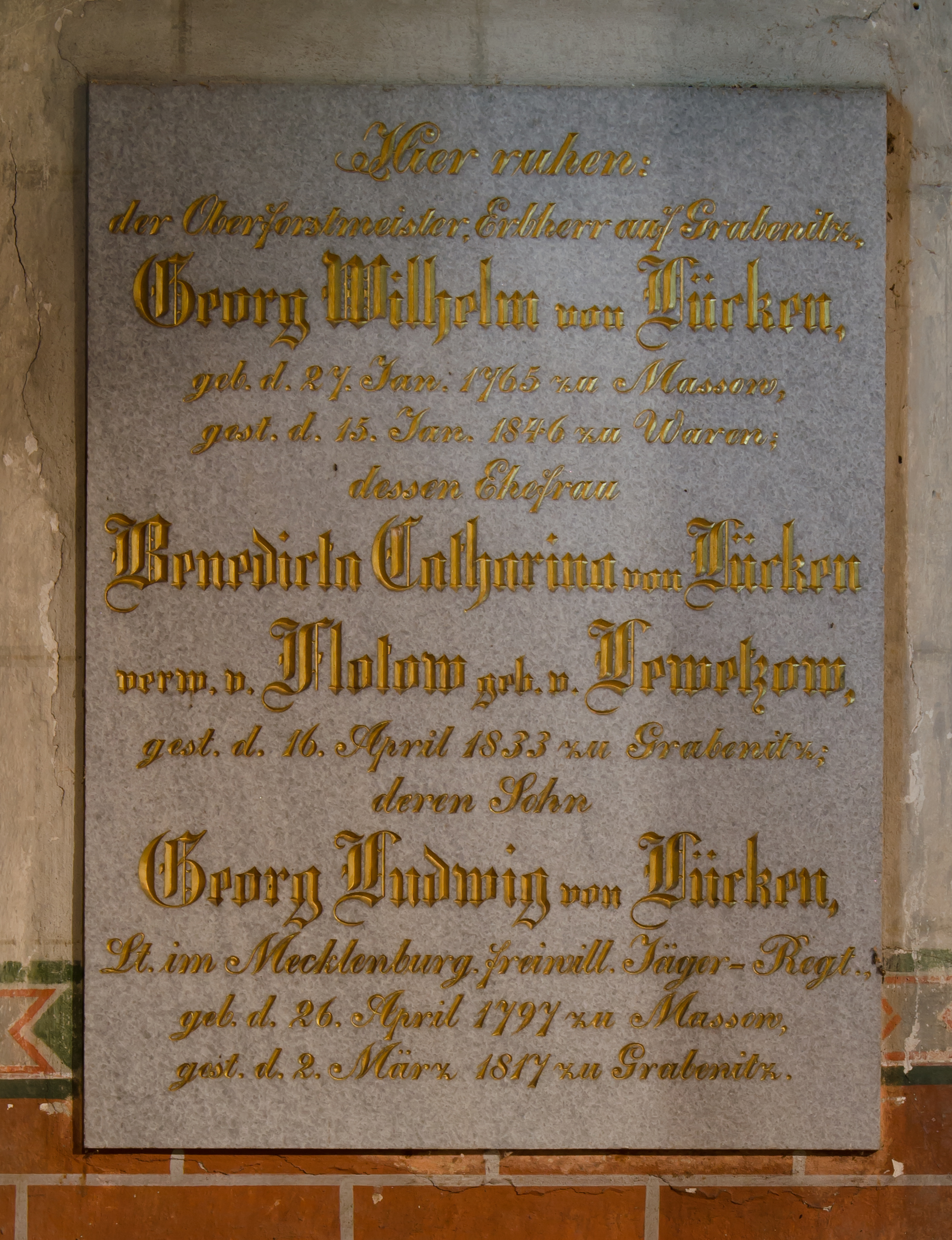
Tafel der Familie von Lücken
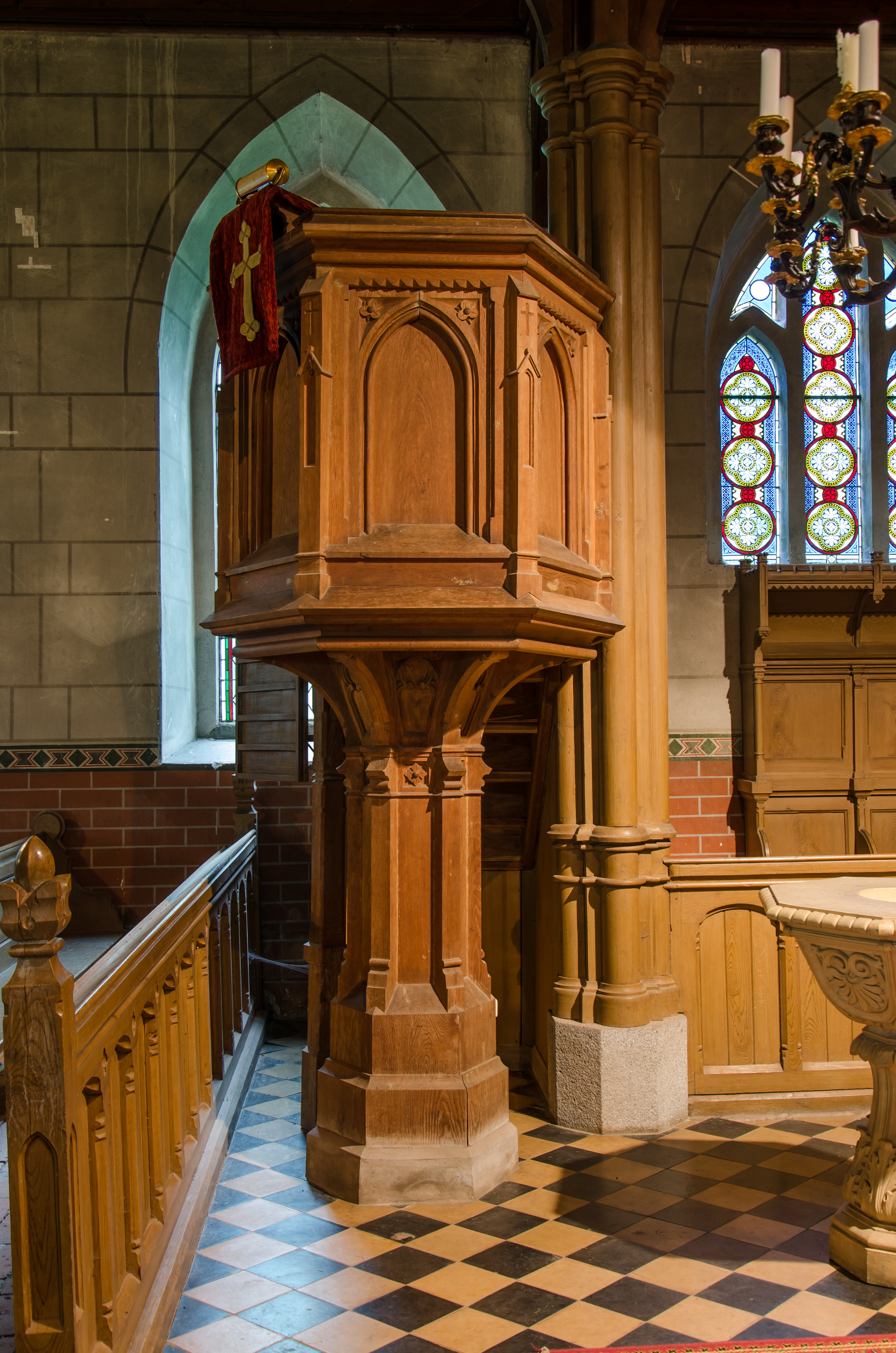
Kanzel
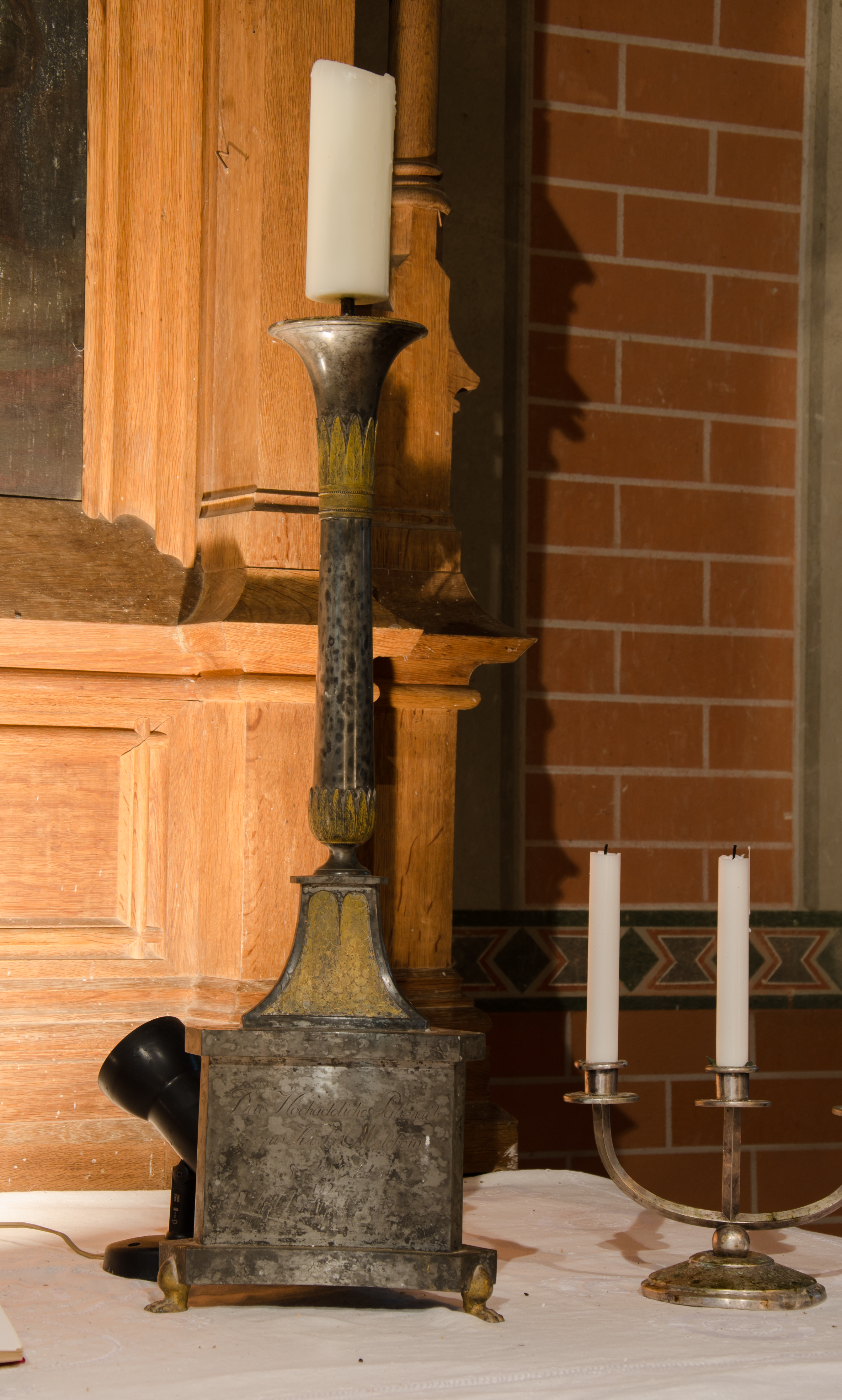
Altarleuchter

### Glocken
- Die Glocke von 1851 wurde 1886 umgegossen.
- Die Glocke von 1871 wurde von Ed. Albrecht aus Wismar gegossen.

## Friedhof
Die Kirche steht auf einem Friedhof, der von einer Feldsteintrockenmauer umgeben ist. Im hinteren Teil ist neben der Kirche eine 1890 errichtete Kopie des Segnenden Christus von Bertel Thorvaldsen als Grabmal erhalten. Errichtet wurde es von Freiherr Walther von Tiele-Winkler für seinen im Alter von zwei Jahren verstorbenen Sohn Hubert. Später wurde auch Walther von Tiele-Winkler neben seinem Sohn bestattet. Die Statue wurde am 31. Oktober 2012 demontiert, in Berlin restauriert und im Mai 2013 erneut aufgestellt. Auf dem Friedhof gibt eine weitere denkmalgeschützte Skulptur auf dem Grab der Frieda Glantz.

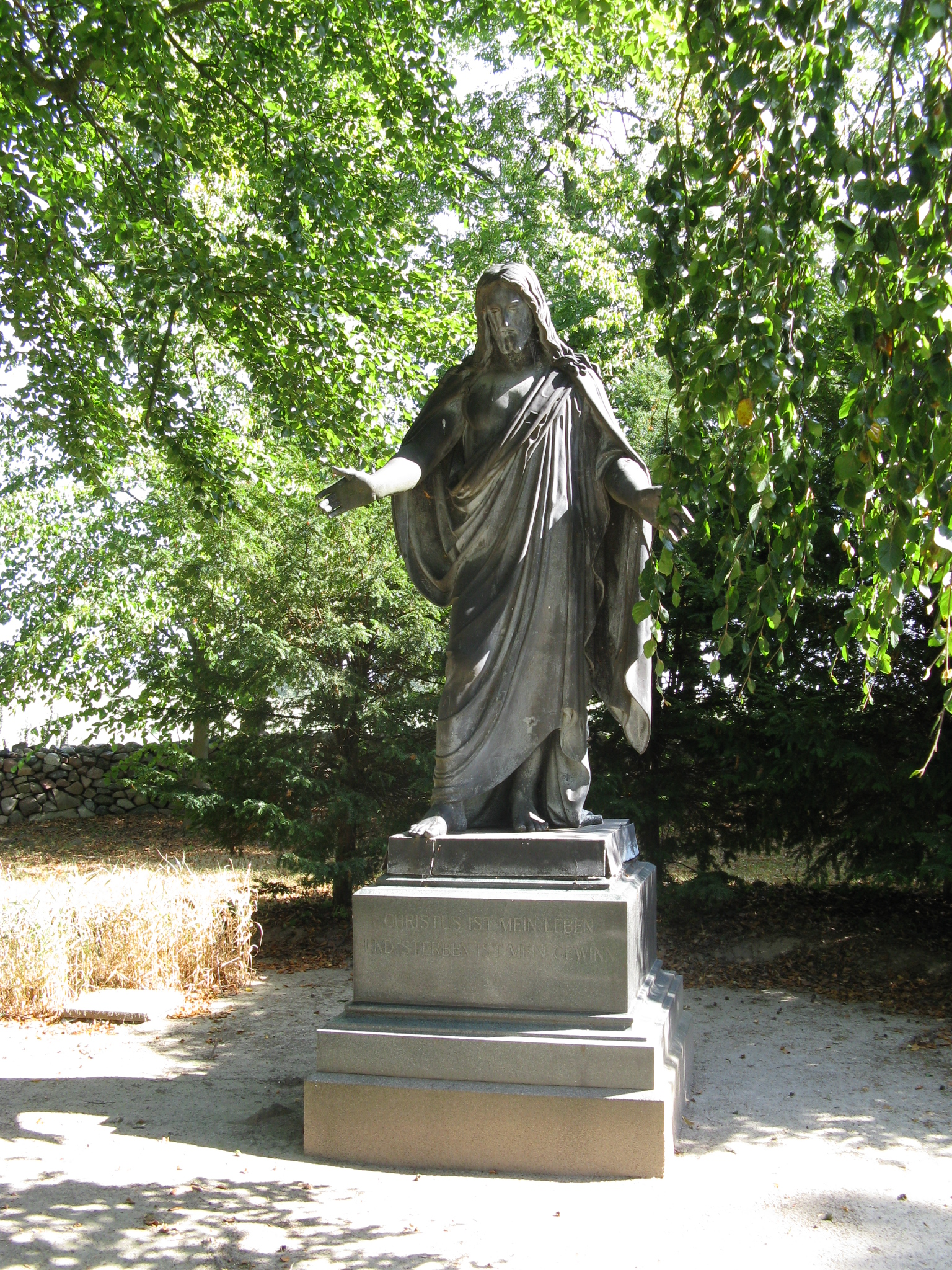
Jesusstatue im Jahr 2009
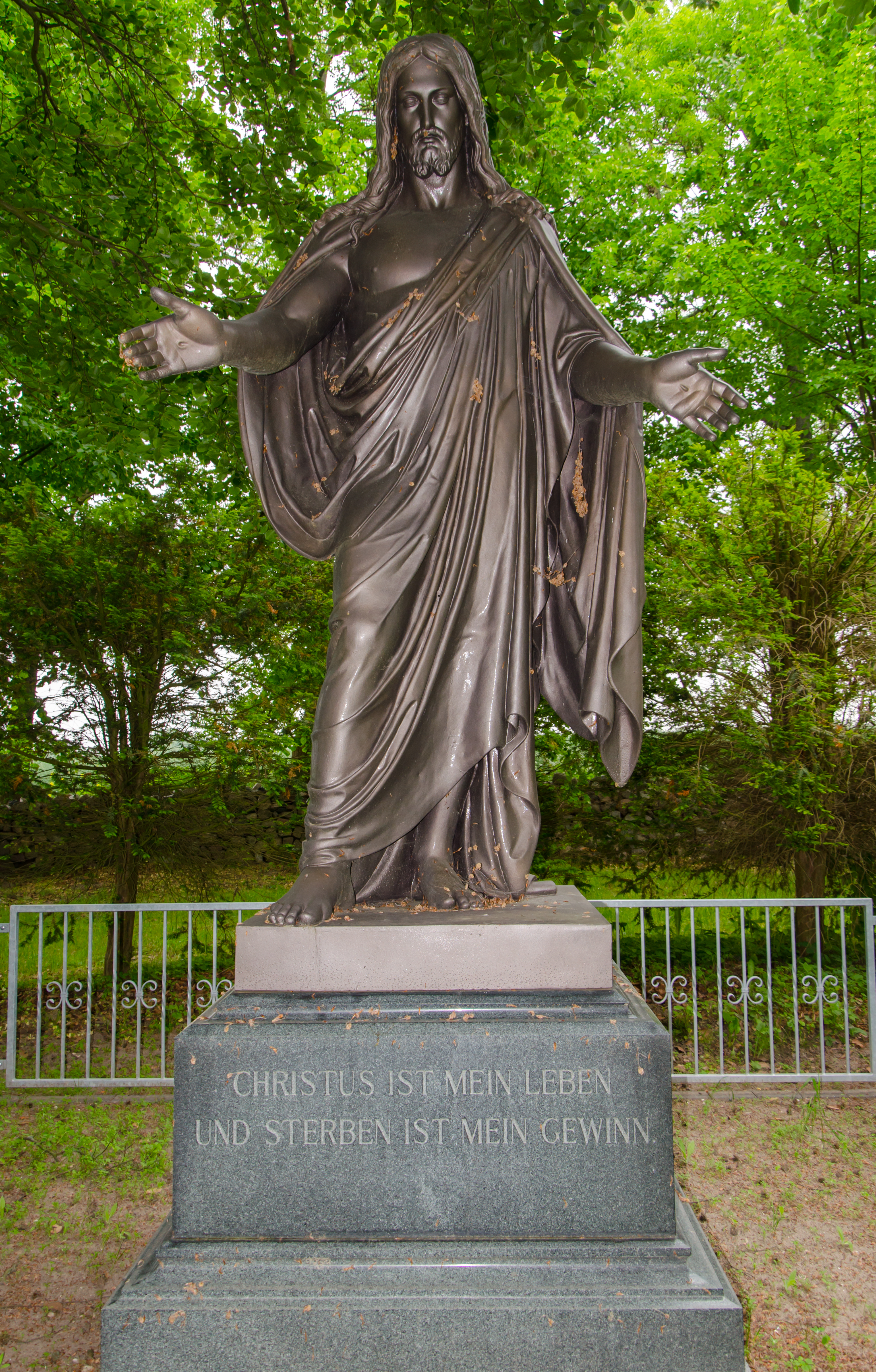
Jesusstatue nach der Restaurierung
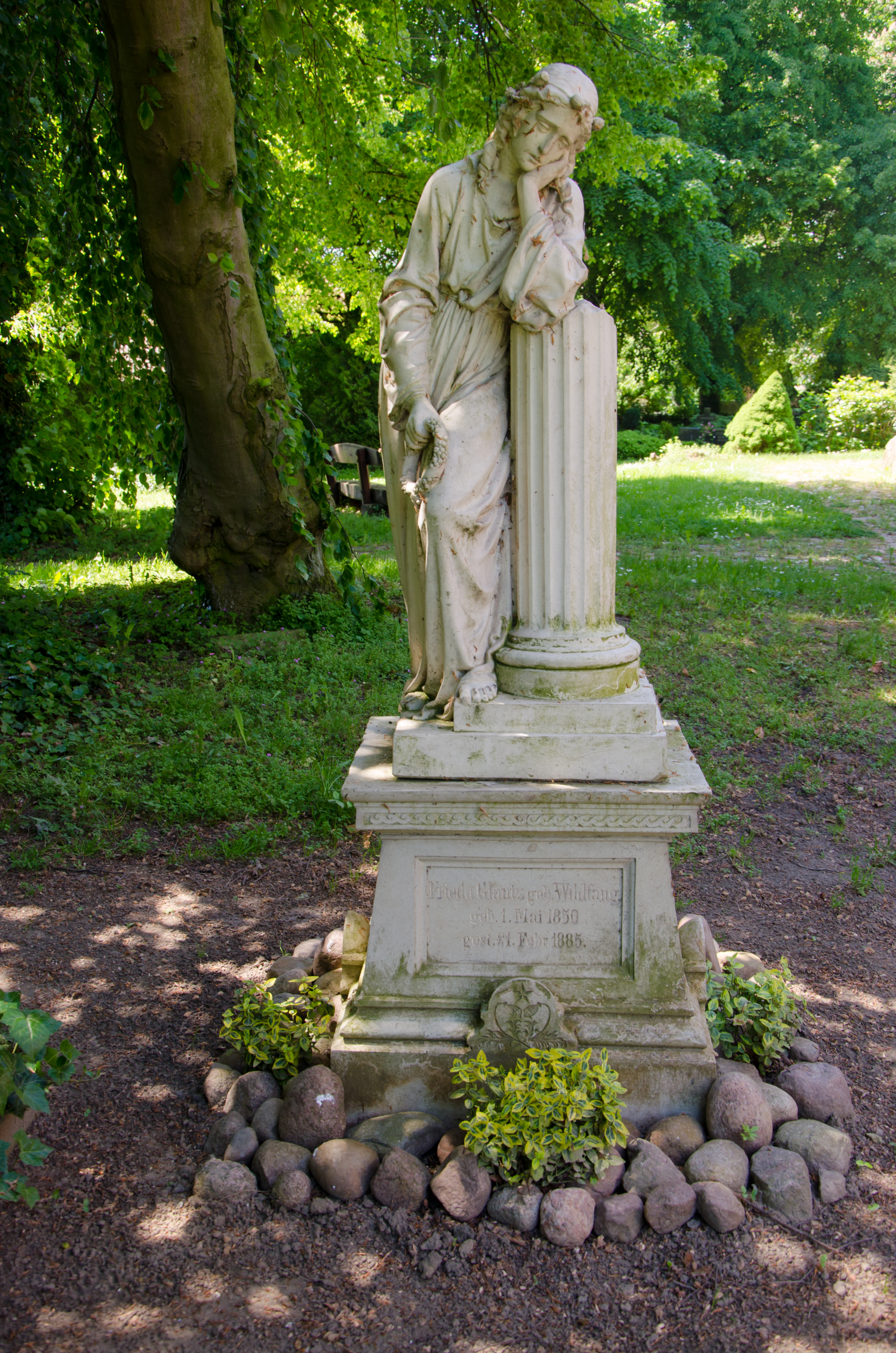
Grabmal von Frieda Glantz

## Gemeinde
Bis zum 31. Dezember 2019 gehörte Poppentin zusammen mit den Kirchen in Sietow und Klink zur Kirchengemeinde Sietow. Nach deren Auflösung kam das Kirchdorf zur Kirchengemeinde Malchow, zu der außerdem die Stadtkirche in Malchow und die Dorfkirche Alt Schwerin, sowie die Kunst- und Kinokirche Nossentin gehören (Kirchenregion Müritz, Propstei Neustrelitz, Kirchenkreis Mecklenburg der Evangelisch-Lutherischen Kirche in Norddeutschland (Nordkirche)).